# Gerbilliscus robustus
Gerbilliscus robustus — вид гризунів, поширених у Центральноафриканській Республіці, Чаді, Еритреї, Ефіопії, Кенії, Нігері, Сомалі, Судані, Танзанії, Уганді, можливо, Камеруні та, можливо, Нігерії. Його природними середовищами існування є сухі савани, вологі савани, субтропічні або тропічні сухі низинні луки, орні землі та міські території.